# Kasztanka (film 1952)
Kasztanka  (ros. Каштанка) – radziecki film animowany z 1952 roku w reżyserii Michaiła Cechanowskiego powstały na podstawie utworu Antona Czechowa.

## Fabuła
Piesek o imieniu Kasztanka mieszka razem ze swoim właścicielem, który jest stolarzem. Pewnego dnia właściciel traci go z oczu, a Kasztanka gubi się na ulicy. Pan Georges, który jest cyrkowym clownem, postanawia zabrać zwierzaka do siebie i nauczyć go cyrkowych sztuczek. Nowy właściciel zapoznaje go z innymi zwierzętami, które przygotowuje do występów w cyrku. Piesek poznaje kota Fiodora Timofiejewicza, gęś Iwana Iwanowicza oraz świnkę. Od tej pory Kasztankę czeka nowe życie. Piesek zaczyna występować na arenie cyrkowej.

## Obsada (głosy)
- Jurij Chrżanowski jako Kasztanka
- Boris Czirkow jako stolarz
- Aleksiej Gribow jako Pan Georges
- Władimir Fieoktistow jako Fieduszka (syn stolarza)
- Władimir Gribkow jako narrator

## Animatorzy
Roman Dawydow, Michaił Botow, Konstantin Czikin, Fiodor Chitruk, Boris Butakow, Walentin Łałajanc, Tatjana Taranowicz, Wiaczesław Kotionoczkin, Boris Czani, Nikołaj Fiodorow, Rienata Mirienkowa.